# Dólar de Trinidad
El dólar de Trinidad era la moneda de la colonia británica de la isla de Trinidad que reselló y agujereó reales de a ocho coloniales españoles para revalidarlos desde 1798 hasta 1801 y en 1811, que circularon hasta 1830, cuando pasó a administrar a la vecina isla de Tobago que también tenía su propio dólar tobaguense. En 1831 ambas comenzaron a utilizar los peniques de plata esterlina para la América británica, aunque de manera extraoficial seguían utilizando los dólares españoles.

## Historia
La moneda comprendió varios dólares españoles (reales de a ocho) partidos y otras monedas coloniales españolas. Antes de 1811, el dólar valía 8 chelines, cada cual de 12 peniques. Después de 1811, valía 9 chelines. En 1814, la libra esterlina fue establecida como la moneda oficial de la isla. Desde 1905, el dólar circuló una vez más circulados en Trinidad, en un primer momento el dólar de Trinidad y Tobago, luego el dólar de las Indias Occidentales Británicas, antes de que el dólar de Trinidad y Tobago fuera finalmente reintroducido.

## Monedas
Entre 1798 y 1801, los chelines se emitieron que eran segmentos partidos de monedas españolas de 8 reales. En 1804, se emitieron monedas reales de un cuarto y medio tallados en piezas de 3 y 6 peniques. En 1811, las monedas de 8 reales tenían agujeros cortados. Los tapones se emitieron como monedas de 1 chelín, con dólares agujereados emitidos como piezas de 9 chelines. Todas las monedas se marcaron con un incuso "T".